# Hwang Jang-yop
Hwang Jang-yop (황장엽?, 黃長燁?, Hwang Jang-yeopLR, Hwang ChangyopMR; 17 febbraio 1923 – Seul, 10 ottobre 2010) è stato un politico nordcoreano, membro del Partito del Lavoro di Corea. È stato presidente dell'Assemblea popolare suprema dal 1972 al 1983, anni in cui ha ricoperto anche la carica di presidente del Comitato Permanente dell'Assemblea stessa.
È stato in gran parte responsabile della creazione del Juche, l'ideologia di stato della Corea del Nord. Ha disertato nel 1997, il nordcoreano di più alto rango ad averlo fatto.

## Biografia
Nato nella Contea di Kangdong, si laureò alla Scuola Commerciale di Pyongyang nel 1941, e l'anno seguente si trasferì a Tokyo per studiare giurisprudenza. Due anni dopo fece ritorno a Pyongyang, dove fu assunto come insegnante di matematica alla scuola che aveva frequentato. Nel 1946 si unì al Partito del Lavoro di Corea, e dal 1949 al 1953 studiò all'Università statale di Mosca. Al suo ritorno in Corea del Nord, divenne professore di filosofia all'università Kim Il-sung, di cui divenne direttore nel 1965.
Dopo diverse vicende politiche, tra cui la defezione, morì nella sua casa a Seul la mattina del 10 ottobre 2010. Il decesso avvenne mentre faceva un bagno, e la causa fu individuata in un infarto. L'abitazione, protetta da agenti della polizia sudcoreana per sicurezza di Hwang, non mostrava segni di intrusione forzata.

## Carriera
Verso la fine degli anni 1950, scoprì un discorso pronunciato da Kim Il-sung il 28 dicembre 1955, in cui dichiarava di voler instaurare uno Stato secondo il marxismo-leninismo. Ispirato da questo discorso, Hwang Jang-yop fu uno dei principali sostenitori della cosiddetta "idea Juche".
Nel 1972, invece, divenne presidente del Comitato Permanente dell'Assemblea popolare suprema, carica che ricoprì fino al 1983, insieme a quella di presidente dell'assemblea stessa. In questo anno, però, cominciò a criticare i programmi politici di Kim Jong-il, accusandolo in particolare di essersi interessato troppo alla riforma economica cinese.

### Defezione
Nel febbraio del 1997, mentre ritornava in Corea del Nord da un viaggio da Tokyo, entrò nell'ambasciata sudcoreana a Pechino tramite l'uso di falsi passaporti, fingendosi un diplomatico della Corea del Sud. Una volta scoperto, fu minacciato di ritorsioni, mentre la polizia di Pechino proteggeva, con molti agenti, la sede dell'ambasciata sudcoreana. Tre giorni dopo questo fatto, un altro disertore nordcoreano, Yi Han-yong, fu ucciso a colpi di arma da fuoco a Bundang, nella provincia sudcoreana del Gyeonggi, da alcuni uomini identificati come agenti delle forze speciali della Corea del Nord. Il primo ministro della Corea del Sud, Lee Soo-sung, descrisse l'omicidio come una sorta di punizione per la defezione di Hwang.
Dopo la sua defezione, la moglie di Hwang morì suicida, mentre una delle sue figlie perse la vita in circostanze misteriose; invece, un'altra figlia e un figlio furono mandati nei campi di prigionia. Quando si trasferì in Corea del Sud, iniziò a criticare duramente la politica nordcoreana, scrivendo molti libri in cui accusava Kim Jong-il di non seguire l'ideologia Juche e di voler costruire un Paese basato sul feudalesimo e non sul socialismo. Per un breve tempo, Hwang ha criticato il governo nordcoreano pubblicando articoli sul quotidiano online Daily NK, con sede a Seul, e curato da disertori nordcoreani insieme a giornalisti della Corea del Sud.
Ad aprile del 2010, il National Intelligence Service dichiarò di aver arrestato due agenti speciali nordcoreani inviati da Pyongyang con il compito di assassinare Hwang: si sarebbero preparati per quattro anni per la missione e si sarebbero finti dei rifugiati. Durante l'interrogatorio dichiararono di essere stati aiutati da alcune persone che si trovavano già in territorio sudcoreano, ma non riferirono i loro nomi.
Il 20 ottobre 2010, 10 giorni dopo il decesso di Hwang, la polizia di Seul dichiarò di aver arrestato un altro suo potenziale assassino, Ri Dong-sam, introdottosi nel Paese fingendosi un disertore. Secondo gli agenti, però, questo arresto non aveva alcun collegamento con la morte di Hwang.